# مسجد غوتنبرغ
مسجد غوتنبرغ (بالسويدية: Göteborgs moské)‏ هو مسجد يقع عند سفح Ramberget on Hisingen في جوتنبرج ، السويد. تم بناء المسجد من قبل المملكة العربية السعودية وتديره مؤسسة السويدية الإسلامية (SMS). تم افتتاحه في 16 يونيو 2011.
تبلغ تكلفة بناء المسجد 67 مليون كرونا سويدية وتبلغ مساحته نحو 2000 متر مربع. وقد قوبل بناء المسجد بمظاهرات من نشطاء اليمين المسيحي. وقال وزير المالية السعودي د. أبو رحمن السيد في حفل التنصيب «نقوم بذلك بدافع اللطف - ولأننا نستطيع تحمله». 
ورفض أعضاء مجلس إدارة المسجد مقابلة مع برنامج التلفزيون الصحفي الاستقصائي السويدي Uppdrag Granskning بالتزامن مع الافتتاح. 
تم تصميم المبنى من قبل Björn Sahlqvist ، الذي أراد تصميم مسجد بلمسة اسكندنافية مع الكثير من الضوء والمساحة. هناك مئذنة مربعة صامتة وغرف للصلاة للرجال والنساء ، وقاعات مؤتمرات ومكاتب وقاعات محاضرات ومطبخ ومنطقة اغتسال.

## روابط خارجية
- goteborgsmoske.se
- مسجد غوتنبرغ  على فيسبوك.